# 司法試験法
司法試験法（しほうしけんほう、昭和24年5月31日法律第140号）は、司法試験の手続に関する日本の法律である。
2002年（平成14年）、法科大学院創設などを含む一連の司法制度改革で、新司法試験の導入が決定されるのに伴い、司法試験法及び裁判所法の一部を改正する法律（平成14年法律第138号）（以下「改正法」）によって大幅に改正がなされた。2006年（平成18年）から2011年（平成23年）までの期間は制度移行期間とされ、司法試験法本文の規定による新司法試験と従来の規定による旧司法試験とが並行して実施されていた（改正法附則7条以下）。
2014年5月28日 - 司法試験法改正案が参議院で可決、成立した。5年間で3回としていた受験回数制限を5回までにし、5回不合格になっても、あらためて法科大学院を修了するか予備試験に合格すれば受験資格を得るように改正された。

## 構成
- 第1章 司法試験等（第1条～第11条）
- 第2章 司法試験委員会（第12条～第16条）
- 第3章 補則
- 附則

## 関連法令
- 司法試験委員会令
- 司法試験法施行規則平成17年8月26日法務省令第84号
- 司法試験受験手数料令